# Saint-Martial-d'Artenset
Saint-Martial-d'Artenset är en kommun i departementet Dordogne i regionen Nouvelle-Aquitaine i sydvästra Frankrike. Kommunen ligger i kantonen Montpon-Ménestérol som tillhör arrondissementet Périgueux. År 2022 hade Saint-Martial-d'Artenset 944 invånare.

## Befolkningsutveckling
Antalet invånare i kommunen Saint-Martial-d'Artenset
Referens:INSEE